# Karol Samsel
Karol Samsel (ur. 3 sierpnia 1986) – polski poeta, literaturoznawca, filozof, doktor habilitowany nauk humanistycznych.

## Życiorys
Adiunkt na Wydziale Polonistyki, doktorant filozofii na Uniwersytecie Warszawskim. Redaktor „Zeszytów Poetyckich”. Członek Związku Literatów Polskich. W latach 2006–2010 Członek „Literatorium”, ostrołęckiego klubu poetów.
Laureat Nagrody im. Władysława Broniewskiego, Zwycięzca wielu konkursów poetyckich. Zdobył I nagrodę w XXXII Ogólnopolskim Konkursie Poetyckim „Jesienna Chryzantema”, I nagrodę w XV Ogólnopolskim Konkursie im. D. Maliszewskiego. W 2011 zwyciężył w pierwszym Turnieju Jednego Wiersza im. Wandy Karczewskiej. W 2017 nominowany do Orfeusza – Nagrody Poetyckiej im. K.I. Gałczyńskiego za tom Jonestown.
W 2013 roku na Uniwersytecie Warszawskim obronił rozprawę doktorską Epika Cypriana Norwida a epika Josepha Conrada w perspektywie modernizmu, która następnie w poszerzonej wersji została opublikowana w formie książkowej jako Norwid-Conrad. Epika w perspektywie modernizmu. Ponadto w 2017 roku wydał zbiór studiów o Cyprianie Kamilu Norwidzie pt. Inwalida intencji. Studia o Norwidzie. Habilitował się w 2019 na podstawie oceny dorobku naukowego i rozprawy pt. Inwalida intencji. Studia o Norwidzie.
Redaktor naczelny Ostrołęckiego Rocznika Literackiego „Przydroża”, a także redaktor działu esejów i szkiców kwartalnika „eleWator”.
Mieszka w Ostrołęce.

## Twórczość
- Labirynt znikomości Ostrołęka, TPO 2003
- Czas teodycei Ostrołęka, TPO 2007
- Manetekefar Warszawa, Nowy Świat 2009
- Kamienie – Pieśni na pożegnanie Ostrołęka, TPO (2010)
- Dormitoria Warszawa, Nowy Świat (2011)
- AltissimumAbiectum – wspólnie z Krzysztofem Schodowskim – Szczecin, Zaułek Wydawniczy Pomyłka (2012)
- Dusze jednodniowe Szczecin, Zaułek Wydawniczy Pomyłka (2013)
- Więdnice Szczecin, Wydawnictwo Forma (2014)
- Prawdziwie noc Szczecin, Wydawnictwo Forma (2015)
- Jonestown Szczecin, Wydawnictwo Forma (2016)
- Puste noce, 31 odbić Ostrołęki – wspólnie z Krzysztofem Michem (fotografie) – Ostrołęka, Stowarzyszenie Miłośników Bibliotek i Książek (2017)
- Z domami ludzi, Sopot, Towarzystwo Przyjaciół Sopotu (2017, Biblioteka Toposu, t. 148)
- Autodafe, Szczecin, Wydawnictwo Forma (2018)[9]
- Autodafe 2, Szczecin, Wydawnictwo Forma (2019)[10]
- Mistrzowie francuskiej szkoły barbizońskiej, Muzeum Kultury Kurpiowskiej w Ostrołęce (2019)[11]
- Autodafe 3, Szczecin, Wydawnictwo Forma (2020)[12]
- Autodafe 4, Szczecin, Wydawnictwo Forma (2021)[13]
- Jak należy tu grzebać. 45 wierszy o Cmentarzu Bródnowskim i Bródnie – wspólnie z Krzysztofem Michem (fotografie) – Kraków, Maria Kuczara (2021) ISBN 978-83-944364-9-0.
- Autodafe 5, Szczecin, Wydawnictwo Forma (2022)
- Fitzclarence, Szczecin, Wydawnictwo Forma (2022)
- Autodafe 6, Szczecin, Wydawnictwo Forma (2023)
- Choroba Kolbego, Warszawa, Państwowy Instytut Wydawniczy (2023)
- Niemożliwość Piety, Warszawa, Państwowy Instytut Wydawniczy (2023)
- Autodafe 7, Szczecin, Wydawnictwo Forma (2024)